# Kamena Gora (planina)
Kamena Gora (srp. Камена гора) je planina na granici Srbije i Crne Gore, u blizini grada Prijepolja. Pripada Dinaridima. Njezini najviši vrhovi su Crni vrh na crnogorskoj strani i Ravna gora na srpskoj strani, oba sa visinom od 1496 m/nm.
Turistički pristup i sadržaji su usredotočeni na selo Kamena Gora na obroncima planine.
Od 2013. godine površina od 78,07 hektara na planini predložen je za status parka prirode u nacionalnom registru zaštićenih dobara. Čuveni "Sveti bor", čija se starost procjenjuje na 500 godina, također je predložen za zaštitu kao "botanički spomenik prirode".

## Vanjske poveznice
- (srp.) Kamena gora.com